# Franzen
Franzen – miasto w Stanach Zjednoczonych, w stanie Wisconsin, w hrabstwie Marathon.